# Bernaert de Bridt
Bernaert de Bridt (né avant 1674 et décédé le 8 octobre 1736 à Anvers) est un peintre flamand spécialisé dans les natures mortes avec des animaux.

## Vie et œuvre
En 1688, Bernaert de Bridt devint maître de la Guilde de Saint-Luc à Anvers. Il est mentionné pour la dernière fois dans les archives de la Guilde couvrant la période de 18 septembre 1721 et 18 septembre 1722.
Il peint des natures mortes avec animaux représentent principalement du gibier à plumes, des bécasses et des lièvres. Son œuvre montre des parentés avec celle de Jan Fyt.